# へびつかい座カッパ星
へびつかい座κ星は、へびつかい座の恒星で3等星。

## 特徴
橙色の巨星でヘリウム燃焼を行っている段階にあると考えられている。
この星は、様々なカタログに0.5等変光する不規則な変光星と記載されていた。『Russian variable-star catalogue』や輝星星表でも懐疑的ではあるものの、同様に扱っていた。1991年、『The Variable Star Observer』のTristram Brelstaffは、κ星ではなくχ星との混同を指摘した。実際にχ星は変光幅0.5等以上の変光星であり、ヒッパルコスの観測ではκ星を最も変光の少ない星の1つとして挙げている。一方、変光星総合カタログでは、LBと推測し、変光範囲を4.1から5.0としている。